# Katastrofa samolotu Dornier 228-201 (2019)
Katastrofa samolotu Dornier 228-201 – wypadek lotniczy samolotu Dornier 228-201, należącego do linii lotniczych Busy Bee Kongo, do którego doszło 24 listopada 2019 w Goma w Demokratycznej Republice Konga. W wyniku wypadku śmierć poniosło 27 osób (21 osób na pokładzie samolotu i 6 osób na ziemi). To najbardziej śmiertelny wypadek z udziałem Dorniera 228.

## Tło
Samolot nie był wyposażony w rejestrator parametrów lotu.
9 stycznia 1994 roku samolot uderzył w linie energetyczne na podejściu do pasa 15 L na lotnisku Ellinikon. Silnik nr 1 uległ awarii, a samolot doznał znacznych uszkodzeń. Wylądował bezpiecznie bez ofiar śmiertelnych i został naprawiony.

## Wypadek
Według doniesień samolot wystartował z lotniska, ale doznał awarii silnika i rozbił się niecałą minutę po starcie z pasa 17. Świadkowie opisują, że samolot obracał się trzykrotnie, po czym rozbił się, a z silników wydobywał się gęsty, czarny dym. Samolot po uderzeniu w gęsto zaludniony obszar miasta stanął w płomieniach. Z 20 pasażerów i 2 członków załogi na pokładzie przeżył tylko jeden pasażer. Na ziemi zginęła sześcioosobowa rodzina.